# Tuula Puputti
Tuula Puputti, född den 5 november 1977 i Kuopio i Finland, är en finländsk ishockeyspelare.
Hon tog OS-brons i damernas ishockeyturnering i samband med de olympiska ishockeytävlingarna 1998 i Nagano.